# Amethyst (schip, 1987)
De Amethyst is een halfafzinkbaar platform dat in 1987 werd gebouwd door De Hoop in Tolkamer voor BV Amethyst, een dochtermaatschappij van  Slavenburg & Huyser. De afbouw vond plaats bij Wilton-Fijenoord in Schiedam. Het ontwerp van Workships Project Engineering bestaat uit twee pontons met op elk ponton twee kolommen. Het ontwerp is zowel een duikondersteuningsvaartuig als een booreiland en werd beheerd door Caledonian Drilling. 
In 1998 nam Pride het over en in 2004 werd de naam Pride South America. Nadat Pride in 2011 over was genomen door Ensco werd de naam Ensco 6000.
Het ontwerp diende daarna als basis voor de Megathyst waar zes platforms naar werden gebouwd.